# Ludwig VII. (Frankreich)
Ludwig VII., genannt der Jüngere (französisch Louis VII le Jeune; * 1120; † 18. September 1180 in Paris) aus der Dynastie der Kapetinger, war von 1131 – ab 1137 als Alleinherrscher – bis 1180 König von Frankreich.
Seine Regierungszeit war geprägt von seiner Teilnahme am Zweiten Kreuzzug und dem beginnenden Konflikt des französischen Königtums mit dem Haus Plantagenet (siehe angevinisches Reich).

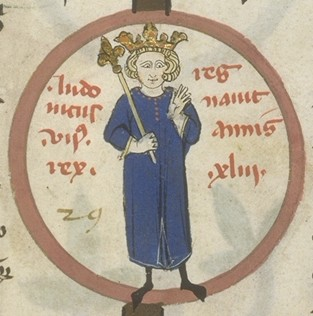
Ludwig VII., 14. Jahrhundert

## Leben

### Herkunft und Jugend
Ludwig war der zweite Sohn Königs Ludwig VI. des Dicken und dessen zweiter Ehefrau Adelheid von Maurienne. Als Kind wurde er der Kathedralschule von Saint-Denis bei Paris zur Erziehung und Ausbildung anvertraut. Nachdem Ludwigs älterer Bruder, König Philipp, im Oktober 1131 bei einem Reitunfall in Paris verstorben war, ließ ihn der Vater am 25. Oktober 1131 von Papst Innozenz II. in Reims zum König salben und krönen. Dies war eine Vorsichtsmaßnahme des um eine geordnete Nachfolge besorgten Vaters, so dass Ludwig bei dessen Tod 1137 automatisch zum Alleinherrscher nachrücken konnte.

### Herrschaftsantritt und Königtum
Zu diesem Zeitpunkt war Ludwig in Bordeaux, wo er die von seinem Vater verfügte Ehe mit Eleonore, der Erbin des Herzogtums Aquitanien, einging. Der unmittelbare Herrschaftsbereich des Königs war auf seine Krondomäne beschränkt, deren Umfang damals nicht mehr als die Île-de-France entsprach. Durch die Ehe mit Eleonore wurde die Domäne nun schlagartig um eines der größten und reichsten Fürstentümer Frankreichs erweitert. Von seinem Vater übernahm Ludwig weiterhin eine geordnete und effiziente Verwaltung sowie ergebene Ratgeber, insbesondere den Abt Suger von Saint-Denis, der auch unter Ludwig VII. eine herausragende Stellung im königlichen Rat einnahm.
Das politische Geschehen in Frankreich wurde bei Ludwigs Regierungsübernahme vom Erbfolgekrieg im anglo-normannischen Reich dominiert, welches aus dem Herzogtum Normandie (einem Lehen Frankreichs) und dem Königreich England bestand. Dieser Krieg war der nach dem Tod des Königs Heinrich I. Beauclerc 1135 ausgebrochen. Die streitenden Parteien waren die mächtigen Häuser der Grafen von Anjou und der Grafen von Blois, wobei die französische Krone nur eine passive Position einnehmen konnte.

### Konflikt mit dem Klerus und Graf Theobald von Blois
Ludwig geriet gleich zu Beginn seiner Herrschaft mit dem Klerus seines Königreichs in einen Streit, der über die unterschiedlichen Auffassungen bei der Besetzung von Bistümern seine Ursache hatte. So verweigerte er 1138 dem neugewählten Bischof von Laon seine Zustimmung, stellte 1141 einen Gegenkandidaten im Erzbistum Bourges auf und riegelte sogar Poitiers ab, nachdem er sich in der Frage zur Ernennung eines neuen Bischofs übergangen fühlte.
Zu einem ernsteren Konflikt entwickelte sich die Scheidung des Grafen Rudolf I. von Vermandois, Ludwigs Onkel und Seneschall, der sich mit der Schwester der Königin neu verheiraten wollte. Der Bruder der verstoßenen Frau war der mächtige Graf Theobald IV. von Blois, der schon Ludwigs Vater ein gefährlicher Gegner war. Theobald witterte dahinter ein Komplott des Königs gegen ihn und rief über seinen Vertrauten Bernhard von Clairvaux den Papst um Beistand an. Tatsächlich erreichte der Graf die Verhängung des Interdikts über Vermandois, worauf der König ihm den Krieg erklärte und mit einem Heer in die dem Grafen gehörende Champagne zog. Bei der Belagerung von Vitry kam es für den König zu einer persönlichen wie auch auf sein Ansehen Schaden nehmenden Katastrophe, als mehr als eintausend Menschen in einer Kirche verbrannt wurden, die von königlichen Truppen in Brand gelegt wurde. Ludwig beendete umgehend den Feldzug und ging 1143 in Vitry einen nachteiligen Frieden mit dem Grafen ein, der auch vom Papst gefordert wurde. Darin nahm der König auch seine kirchenpolitischen Entscheidungen zurück.
In dieser Zeit kam es zu bedeutenden, für die nähere Geschichte Frankreichs entscheidenden Veränderungen, als der Graf Gottfried V. Plantagenet von Anjou im Januar 1144 Rouen einnahm und damit die Normandie für sein Haus gewann.

### Der Zweite Kreuzzug

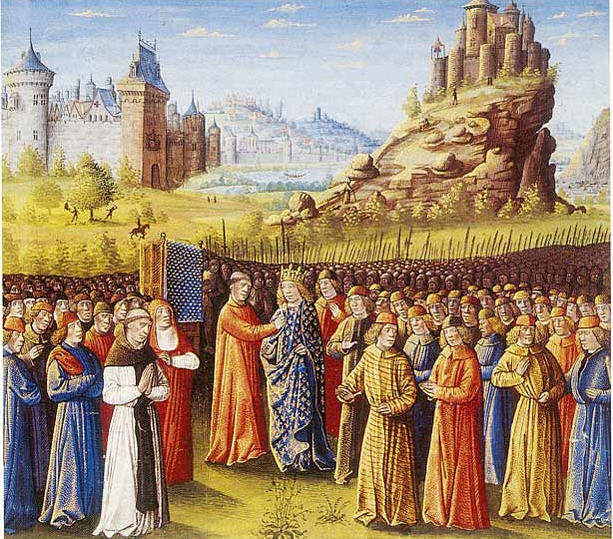
Ludwig VII. verfolgt die Kreuzzugspredigt des Bernard von Clairvaux in Vezelay. Illumination von Jean Colombe, 15. Jahrhundert.

Unter dem Eindruck der Geschehnisse von Vitry beschloss Ludwig zu Weihnachten 1145 auf einem Hoftag in Bourges einen Kreuzzug begehen zu wollen, worauf der Bischof von Langres, Geoffroy de La Roche-Vanneau, öffentlich zu einer bewaffneten Pilgerfahrt aufrief. Im Abendland hatte sich zuvor eine neue Kreuzzugsbegeisterung verbreitet, nachdem den Christen 1144 die Grafschaft Edessa weitgehend an die Muslime verloren gegangen war. Papst Eugen III. erklärte sich 1146 zum Urheber dieses Kreuzzuges, nachdem es erneut zu Unstimmigkeiten mit diesem gekommen war, da sich einzig der Heilige Stuhl die Proklamation eines solchen Unternehmens vorbehielt.
Am 31. März 1146 nahm Ludwig offiziell das Kreuz, nachdem er einer Kreuzzugspredigt Bernhard von Clairvaux in Vézelay beiwohnte. Diesem Beispiel folgte der deutsche König Konrad III. zu Weihnachten 1146. Ludwig begab sich, unter Zurücklassung des Abts von Saint-Denis und des Grafen von Vermandois als Regenten, über Ungarn auf den Marsch und traf am 4. Oktober 1147 in Konstantinopel ein. Nachdem sich Ludwig mit dem byzantinischen Kaiser Manuel I. über die Lehensverhältnisse der syrischen Städte zugunsten Byzanz geeinigt hatte, setzte das französische Heer nach Kleinasien über, wo es sich mit dem bereits von den Seldschuken geschlagenen Heer der Deutschen vereinte. Wenig später wurden auch die Franzosen bei Laodikeia geschlagen.
Mittels byzantinischer Schiffe erreichte Ludwig dennoch im Frühjahr 1148 die syrische Küste, wo er am Hof des Fürsten Raimund von Antiochia empfangen wurde. Dort kam es zu Meinungsverschiedenheiten mit dem Fürsten, die wohl auf die Eifersucht Ludwigs zurückgingen. Denn der Fürst verstand sich überaus gut mit der Königin, die ebenfalls am Kreuzzug teilnahm und eine Nichte Raimunds war. Raimunds Plan, das starke Aleppo anzugreifen, wurde jedenfalls fallen gelassen, und Ludwig zog weiter nach Akkon. Auf einem Treffen im Juni 1148 beschloss er dort gemeinsam mit König Balduin III. von Jerusalem und Konrad III. einen Angriff auf Damaskus, das sich den Christen gegenüber bis dahin neutral verhalten hatte. Die anschließende Belagerung der Stadt endete schon nach vier Tagen mit einem Desaster, die Anführer trennten sich darauf untereinander tief zerstritten.
Nach einem obligatorischen Besuch der heiligen Stätten in Jerusalem reiste Ludwig zu Ostern 1149 wieder in seine Heimat ab.

### Annullierung der Ehe mit Eleonore
Bereits während der Rückreise aus Palästina wurde der Bruch zwischen dem Königspaar offenbar, den der Papst während eines Zwischenhalts in Rom nur kurzzeitig bereinigen konnte. Nach seiner Rückkehr in Frankreich fasste Ludwig den Entschluss, sich von seiner Frau zu trennen. Zu groß waren die Differenzen zwischen dem eher frömmelnden Charakter des Königs und der leichtlebigen Persönlichkeit Eleonores, die sich am nordfranzösischen Hof mit ihrem selbstbewussten Auftreten unbeliebt gemacht hatte. Auch die Tatsache, dass sie bis dahin nur zwei Töchter geboren hatte, bereitete dem König Sorgen, der eine reibungslose Nachfolge in Gefahr sah.
Nach dem Tod des Abts Suger im Januar 1151, dem entschiedensten Gegner einer Scheidung, stand dieser nun nichts mehr im Weg. Am 21. März 1152 wurde in einem Konzil in Beaugency die Ehe zwischen dem König und der Eleonore von Aquitanien wegen angeblicher zu naher Verwandtschaft annulliert. Die meisten Prälaten und Großen des Reiches stimmten diesem Entschluss zu, wie auch der Papst seinen Dispens erteilte. Auch Eleonore wird diese Trennung begrüßt haben, denn man schreibt ihr den Ausspruch zu: „ich habe einen Mönch geheiratet, keinen Mann“.
Die Trennung war für den König dennoch ein schwerer Verlust, fiel ihm damit Aquitanien wieder aus den Händen, wodurch die Krone wieder auf ihren Besitzstand in der Île-de-France zurückgeworfen wurde. Noch bitterer sollte sie nachwirken, als nur zwei Monate nach der Scheidung Eleonore den Grafen Heinrich von Anjou heiratete. Dieser hatte noch im Jahr zuvor zusammen mit seinem Vater vor dem König den Lehnseid auf die Normandie abgelegt, nun sollte auch Aquitanien an den Plantagenet gehen. Ludwig selbst heiratete erst im Jahr darauf die kastilische Prinzessin Konstanze.

### Aufstieg der Plantagenets und das alexandrinische Schisma
Heinrich von Anjou vereinte durch seine Ehe mit Eleonore einen Herrschaftsraum, der sich von den Pyrenäen im Süden bis zum Kanal im Norden erstreckte. In seiner Hand befanden sich die Normandie, Aquitanien, das Poitou und Anjou, wie auch das Maine und die Touraine, ferner befand sich auch die Bretagne unter seinem Einfluss. 1154 wurde ihm schließlich die englische Königskrone aufgesetzt, womit sich sein Arm nun bis nach Schottland erstreckte.

Frankreich um 1180: französische Krondomäne in blau, Territorien der Plantegenets in rot

Gegenüber dieser erdrückenden Übermacht besaß Ludwig nur den Trumpf, der nominelle Oberlehnsherr aller festländischen Besitzungen des Plantagenet zu sein. Tatsächlich huldigte Heinrich 1156 noch einmal den betreffenden Gebieten, nachdem es zwischen Ludwig und ihm wegen der Eheschließung mit Eleonore – der König wurde als Lehnsherr Aquitaniens nicht um Erlaubnis gefragt – zu Spannungen gekommen war. Danach begab sich Ludwig auf eine Pilgerreise nach Santiago de Compostela. Nach seiner Rückkehr traf er sich im August 1158 in Gisors erneut mit Heinrich, wo der Frieden zwischen ihnen durch ein Eheprojekt zwischen dem Prinzen Heinrich dem Jüngeren und der Prinzessin Margarethe gefestigt wurde.
Dennoch war Ludwig auf eine Stärkung seiner eigenen Position gegenüber dem Plantagenet bedacht. Als dieser 1159 mit einem gewaltigen Heer gegen den Grafen von Toulouse zog, um Erbansprüche seiner Frau durchzusetzen, reiste Ludwig mit kleinem Gefolge in das belagerte Toulouse. Als er sich dort auf der Mauer der Stadt zu erkennen gab, musste Heinrich sein Vorhaben abbrechen, denn eine Gefährdung seines Lehnsherren hätte er vor seinen eigenen französischen Vasallen nicht verantworten können. Für Ludwig erwies sich diese Episode als ein erster Erfolg gegen Heinrich, und außerdem war er damit der erste französische König, der seit den Tagen Karls des Kahlen wieder Präsenz im Languedoc zeigte. Im Jahr darauf starb Ludwigs zweite Ehefrau, und er heiratete darauf Adele von Champagne, womit er deren mächtige Familie an sich führte.
Im selben Jahr (1160) festigte Ludwig die Bindungen zwischen der französischen Krone und dem Papsttum, indem er Papst Alexander III. seine Unterstützung gegen Kaiser Friedrich I. Barbarossa und dessen Gegenpapst zusagte. Ein vom Grafen Heinrich I. von Champagne unternommener Schlichtungsversuch mit dem Kaiser scheiterte im August 1162 in Saint-Jean-de-Losne, vor allem weil der Kaiser ein Bekenntnis zu dem Gegenpapst Viktor IV. für diese Zusammenkunft voraussetzte. Der Konflikt mit dem Kaiser führte auf einem in Tours abgehaltenen Konzil 1163 zu einem Zusammengehen Ludwigs mit Heinrich Plantagenet, der sich ebenfalls für Alexander III. ausgesprochen hatte. Eine weitere Verbindung zwischen Herzog Richard von Aquitanien und der Prinzessin Adele (Alix) wurde 1174 vereinbart.
Das alexandrinische Schisma führte das französische Königtum an die moralische Spitze des Abendlandes, als treuer Verbündeter des gewählten Papstes – insbesondere nach der Ermordung Thomas Beckets im Dezember 1170 durch Getreue des englischen Königs. Weiterhin förderte es frühe nationale Gegensätze zu Tage, nachdem Angehörige aus dem Umfeld des Kaisers ihre Geringschätzung gegenüber den „kleinen Königen“ geäußert hatten. Dies provozierte auf deren Seite einen Protest des Bischofs von Chartres, Johannes von Salisbury, der die Frage aufwarf, warum die Vorherrschaft auf das römische Kaisertum im Volk der Deutschen manifestiert sei: „Wer hat die Deutschen zu Richtern über die Nationen gesetzt? Wer hat diesen stumpfsinnigen und aggressiven Menschen das Recht gegeben, nach ihren Willen einen Herren über die Köpfe der Menschenkinder zu setzen?“ Erst nachdem sich Alexander III. in Italien gegenüber dem Kaiser durchzusetzen begann, war auch Ludwig wieder bereit, sich diesem anzunähern. In einem Treffen bei Vaucouleurs 1171 kam es zu einer Verständigung zwischen König und Kaiser, welche in den folgenden Jahren zu einer engeren Zusammenarbeit zwischen Frankreich und den Staufern ausgebaut wurde, die nicht zuletzt auch gegen die Plantagenets gerichtet war.

### Der Aufstand des jungen Heinrich
Im Jahr 1173 empfing Ludwig seinen Schwiegersohn, den jungen Kronprinzen Heinrich, in Paris, der sich zuvor mit seinem Vater überworfen hatte, nachdem dieser nicht bereit war, den Sohn an der Herrschaft zu beteiligen. Der junge Heinrich war seit 1169, wie auch seine Brüder, ein Vasall Ludwigs in Frankreich, doch behielt sich Heinrich II. Plantagenet das letzte Wort auch auf den festländischen Besitzungen seiner Familie vor. In dieser Situation bestärkte Ludwig den Entschluss seines Schwiegersohns und dessen Brüder, einen Aufstand gegen den Vater zu führen. Ironischerweise sollte Ludwig hier mit seiner Exehefrau übereingehen, die ebenfalls die Revolte ihrer Söhne förderte.

Grab Ludwigs VII. von Frankreich

Die Kämpfe begannen im Frühjahr 1173. Gemeinsam mit dem jungen Heinrich belagerte Ludwig im April die Burg von Verneuil, während zugleich Graf Philipp I. von Flandern Rouen einschloss. Im Poitou erhob sich Richard, und im Norden Englands überschritt der schottische König Wilhelm I. die Grenze. Da schlug Heinrich Plantagenet zurück, nahm den schottischen König gefangen und landete mit 20.000 Brabanzonen in der Normandie. Nachdem er im August die Belagerung von Rouen beendet hatte, zog er in das Poitou, um Richard zu unterwerfen.
Dies zwang Ludwig zum Ende des Jahres 1173 in Paris zu einem Waffenstillstand mit Heinrich Plantagenet, der auf Druck des Papstes am 21. September 1177 in Ivry zu einem förmlichen Frieden führte.

### Letzte Jahre und Tod
Der gescheiterte Aufstand war Ludwigs letzte Maßnahme gegen Heinrich Plantagenet und sein „Angevinisches Reich“. Danach überließ er die Regierungsgeschäfte zunehmend seinen Ratgebern und vor allem seiner Frau Adele von Champagne. Im Herbst 1179 erlitt er einen Schlaganfall, der ihn halbseitig lähmte. Gerade noch rechtzeitig bestimmte er die Krönung seines einzigen legitimen Sohnes am 1. November 1179 in der Kathedrale von Reims.
Am 18. September 1180 starb Ludwig VII. in Paris und wurde nach seinem letzten Willen in dem von ihm gegründeten Kloster Notre-Dame-de-Barbeau bei Fontainebleau bestattet. Während der Restauration (19. Jahrhundert) wurde sein Leichnam in die Abtei von Saint-Denis überführt.

## Moderne Beurteilung
König Ludwig VII. stand lange im Schatten seines Rivalen Heinrich II. Plantagenet und in dem seines eigenen Sohnes Philipp II. August. Erst in der jüngeren Forschung wurde seiner Herrschaft eine freundlichere Bewertung zu teil, besonders die zweite Hälfte, nach der Scheidung von Eleonore. Verdient machte er sich auf administrativem Gebiet, indem er eine Trennung zwischen politischem Einfluss und der Verwaltung seines Staates erreichte, auch hatte er die Finanzverwaltung zentralisiert, die er in die Hände eines camberlani (Großkämmerer von Frankreich) überantwortete. Seine Politik gegenüber den Plantagenets, deren innerfamiliäre Konflikte zu deren Nachteil zu nutzen, wurde von seinem Sohn aufgenommen und schließlich in der Schlacht bei Bouvines 1214 zum Triumph geführt.

## Ehen und Nachkommen
Am 22. Juli 1137 heiratete Ludwig VII. in der Kathedrale Saint-André von Bordeaux die Herzogin Eleonore von Aquitanien († 1204), Erbtochter des Herzogs Wilhelm X. von Aquitanien und der Aenòr von Châtellerault. Die Ehe wurde 1152 annulliert, aus ihr gingen zwei Töchter hervor:
- Marie (* 1145; † 11. März 1198)
  - ⚭ 1164 mit Graf Heinrich I. von Champagne († 1181)
- Alix (* 1150; † 1197/1198)
  - ⚭ 1164 mit Graf Theobald V. von Blois († 1191), Seneschall von Frankreich

In zweiter Ehe war er mit Konstanze von Kastilien († 6. Oktober 1160) verheiratet. Sie war eine Tochter König Alfons VII. von Kastilien und der Berenguela von Barcelona. Die Hochzeit fand 1154 in der Kathedrale von Saint-Croix in Orléans statt, die Kinder waren:
- Margarethe (1158; † nach dem 10. September 1197 in Akkon)
  - ⚭ 1160 mit Heinrich dem Jüngeren († 1183), König von England
  - ⚭ 1185/86 mit König Béla III. von Ungarn († 1196)
- Adele (Alix) (* 1160 oder um 1170; † nach 1218), möglicherweise auch eine Tochter der Adele von Champagne
  - ⚭ 1195 mit Graf Wilhelm IV. von Ponthieu († 1221)

In dritter Ehe war Ludwig VII. ab dem 13. November 1160 mit Adele von Champagne († 1206) verheiratet. Die Ehe wurde in der Kathedrale Notre-Dame in Paris geschlossen, die Kinder waren:
- Philipp II. August (* 21. August 1165 in Gonesse; † 14. Juli 1223 in Mantes-la-Jolie), seit 1179 König von Frankreich
- Agnes (* 1171; † um 1240)
  - ⚭ 1180 mit Kaiser Alexios II. Komnenos († Oktober 1183)
  - ⚭ 1184 mit Kaiser Andronikos I. Komnenos († 1185)
  - ⚭ 1204 mit Theodoros Branas

Darüber hinaus hatte Ludwig VII. noch einen unehelichen Sohn Philipp († 1161), der zum Dekan von Saint-Martin de Tours wurde.